# اسپرسینو
اسپرسینو یک نوشیدنی قهوه ایتالیایی است که منشأ آن در منطقه جنوبی پولیا است. اسپرسینو معمولاً در دمیتاس سرو می‌شود.

## ترکیب
این نوشیدنی با مقدار مساوی اسپرسو و شیر و مقداری پودر کاکائو در ته فنجان و روی نوشیدنی تهیه می‌شود. اسپرسینو فردو یک نوشیدنی قهوه سرد با ترکیبات متفاوت است. شبیه ماروچینو و بیچرین است.